# Nong U
Nong U là một xã thuộc huyện Điện Biên Đông, tỉnh Điện Biên, Việt Nam.

## Địa lý
Xã Nong U có vị trí địa lý:
- Phía đông giáp xã Na Son
- Phía tây giáp huyện Điện Biên
- Phía nam giáp xã Keo Lôm
- Phía bắc giáp xã Pu Nhi.

Xã Nong U có diện tích 73,80 km², dân số năm 2022 là 6.775 người,
 mật độ dân số đạt 48 người/km².

## Hành chính
Xã Nong U được chia thành 12 thôn, bản.

## Lịch sử
Ngày 6 tháng 6 năm 2005, Chính phủ ban hành Nghị định số 72/2005/NĐ-CP về việc thành lập xã Nong U trên cơ sở 7.900 ha diện tích tự nhiên và 2.478 nhân khẩu của xã Pu Nhi.
Ngày 10 tháng 7 năm 2019, HĐND tỉnh Điện Biên ban hành Nghị quyết số 116/NQ-HĐND về việc sáp nhập bản Tìa Mùng C vào bản Tìa Mùng A.